# アナディリ
アナディリ（ロシア語: Ана́дырь アナードィリ、ラテン文字転写の例:Anadyr’）は、ロシアの最東端のチュクチ自治管区南東部にある自治管区の行政中心都市。人口は1万3202人（2021年）。チュクチ語では、カギリン（Кагыргын、Kagyryn）と呼ばれる。
ロシアでも最も東にある都市である。アナディリ川の河口にあり、ベーリング海のアナディリ湾に面する。1889年8月3日にノヴォ・マリインスク（Ново-Мариинск）として設立され、1923年8月5日、17世紀にこの地を探検したセミョン・デジニョフが河岸に建設したアナディリ砦にちなんで現在の名となった。1930年に自治管区が成立し、1932年にその首都となった。1965年1月12日に町に昇格した。
人口は減少傾向にあるが、ロシア最大の寡頭資本家の一人・ロマン・アブラモヴィッチが2000年に自治管区知事になって以来、鶏舎など農漁業施設の開設、2001年のガス田の操業と2002年からのパイプライン開通、新行政管区庁舎建設や医療・初等教育の充実、ホテル改装など経済の立て直しが進む。

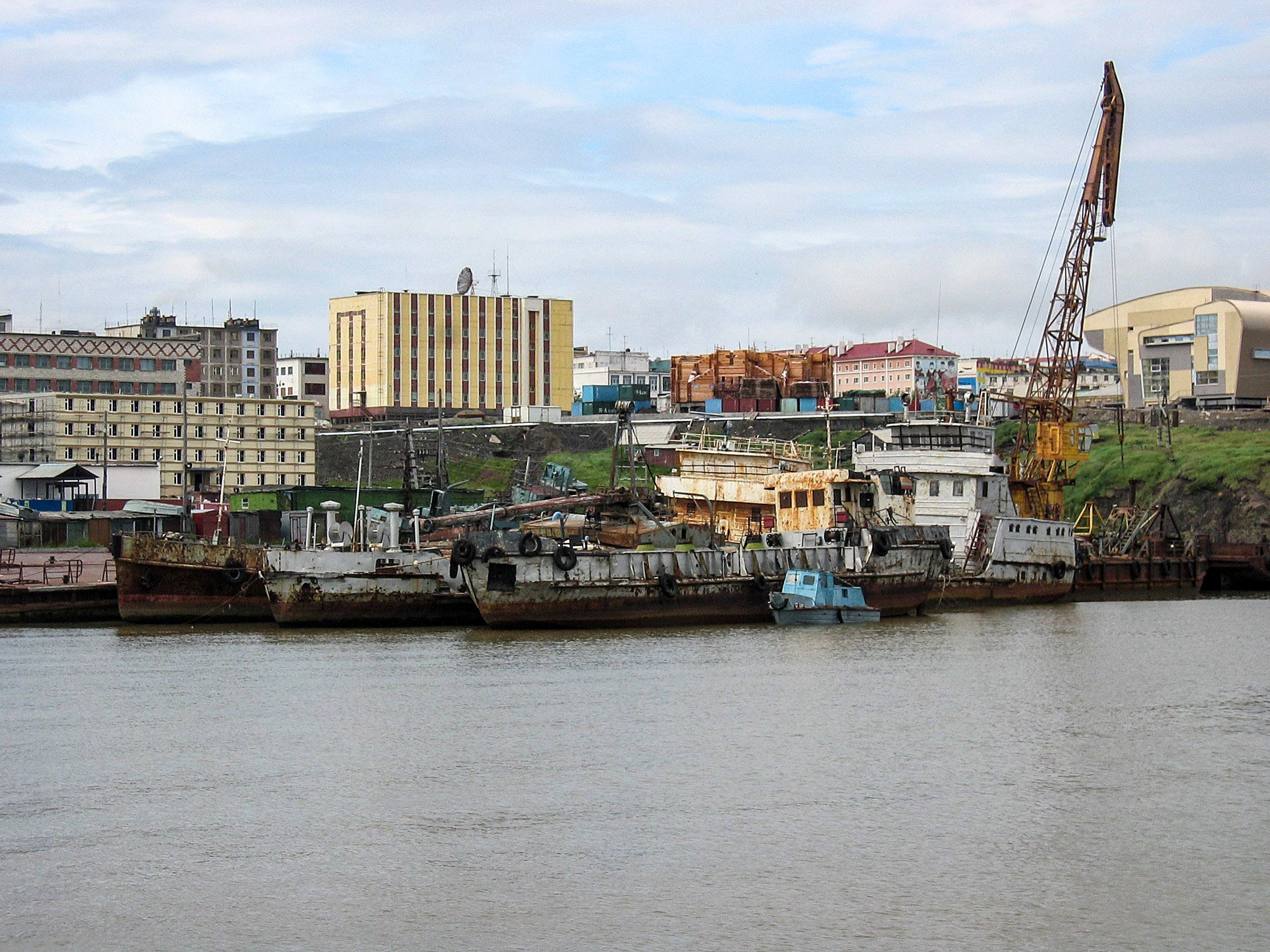
アナディリの港

町はアナディリ湾の内側にある重要な漁港・港町である。またロシア極東の各都市やモスクワとの定期便の飛ぶウゴリヌイ空港があり、アラスカのノームへのチャーター便も飛んでいる。
ソ連時代にはこの街を基準とする“アナディリ時間”(MSK+10)という標準時が設定されていたが、1982年4月1日にカムチャツカ時間(MSK+9)に統合された。詳細はロシア時間を参照。

## 交通
アナディリはベーリング海に面した重要な海港で、極東ロシアの主要な港のほとんどと結ばれている。アナディリのウゴリヌイ空港からは、極東ロシアの主要都市や小都市とを結ぶ便が運航されており、ハバロフスク、ウラジオストク、モスクワと結ばれているほか、ベーリング航空が米国のアラスカ州ノームへのチャーター便を運航している。空港はアナディリ河口の対岸にあり、1月から5月までの空港からアナディリまでの交通手段はアイスロードである。夏季にはアナディリ川を渡って空港まで輸送するフェリーもあるが、川の氷が溶けて流氷が多い春と秋の空港までの輸送手段はヘリコプターのみである。
アナディリ-タヴァイヴァアム間には道路網があるが、町は他の集落と道路でつながっていない。2012年にアナディリハイウェイの建設が開始され、町とマガダン（距離1,800キロメートル (1,100 mi)）を結ぶことになった。

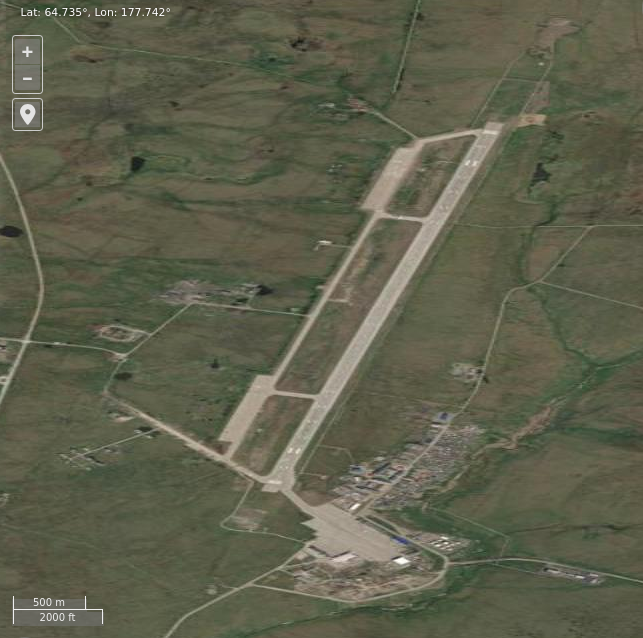
ウゴリヌイ空港の航空写真

## 気候
アナディリの気候は亜寒帯気候（ケッペンの気候区分:Dfc）である。冬は長くて非常に寒く、夏は快適で短い。1月が最も寒い月で、平均気温は−22.1 °C (−7.8 °F)、7月が最も暖かい月で、平均気温は12.1 °C (53.8 °F)である。気温が25 °C (77 °F)を超えることはまれである。これまでに記録された最低気温は、1913年1月3日に記録された−46.8 °C (−52.2 °F)である。最高気温は1956年7月7日に記録された30 °C (86 °F)である。天候は変わりやすく、アナディリ河口やベーリング海から大嵐がしばしばもたらされる。秋には強い南風が吹き、洪水が起こることもある。5月が最も乾燥した月であり、1月が最も雨の多い月である。
| アナディリ (1991-2020)の気候 | アナディリ (1991-2020)の気候 | アナディリ (1991-2020)の気候 | アナディリ (1991-2020)の気候 | アナディリ (1991-2020)の気候 | アナディリ (1991-2020)の気候 | アナディリ (1991-2020)の気候 | アナディリ (1991-2020)の気候 | アナディリ (1991-2020)の気候 | アナディリ (1991-2020)の気候 | アナディリ (1991-2020)の気候 | アナディリ (1991-2020)の気候 | アナディリ (1991-2020)の気候 | アナディリ (1991-2020)の気候 |
| 月                           | 1月                          | 2月                          | 3月                          | 4月                          | 5月                          | 6月                          | 7月                          | 8月                          | 9月                          | 10月                         | 11月                         | 12月                         | 年                           |
| ---------------------------- | ---------------------------- | ---------------------------- | ---------------------------- | ---------------------------- | ---------------------------- | ---------------------------- | ---------------------------- | ---------------------------- | ---------------------------- | ---------------------------- | ---------------------------- | ---------------------------- | ---------------------------- |
| 最高気温記録 °C （°F）       | 5.8 (42.4)                   | 2.7 (36.9)                   | 3.0 (37.4)                   | 7.1 (44.8)                   | 19.3 (66.7)                  | 26.5 (79.7)                  | 31.5 (88.7)                  | 26.6 (79.9)                  | 20.4 (68.7)                  | 15.6 (60.1)                  | 4.6 (40.3)                   | 4.3 (39.7)                   | 31.5 (88.7)                  |
| 平均最高気温 °C （°F）       | −18.5 (−1.3)                 | −17.4 (0.7)                  | −14.6 (5.7)                  | −8.2 (17.2)                  | 2.0 (35.6)                   | 11.6 (52.9)                  | 16.1 (61)                    | 14.1 (57.4)                  | 8.3 (46.9)                   | −1.1 (30)                    | −8.3 (17.1)                  | −15.8 (3.6)                  | −2.65 (27.23)                |
| 日平均気温 °C （°F）         | −22.1 (−7.8)                 | −21.1 (−6)                   | −18.4 (−1.1)                 | −12.0 (10.4)                 | −1.2 (29.8)                  | 7.2 (45)                     | 12.1 (53.8)                  | 10.5 (50.9)                  | 5.3 (41.5)                   | −3.6 (25.5)                  | −11.5 (11.3)                 | −19.2 (−2.6)                 | −6.17 (20.89)                |
| 平均最低気温 °C （°F）       | −25.7 (−14.3)                | −24.7 (−12.5)                | −21.8 (−7.2)                 | −15.6 (3.9)                  | −3.9 (25)                    | 4.0 (39.2)                   | 9.0 (48.2)                   | 7.7 (45.9)                   | 2.7 (36.9)                   | −5.9 (21.4)                  | −14.6 (5.7)                  | −22.6 (−8.7)                 | −9.28 (15.29)                |
| 最低気温記録 °C （°F）       | −46.8 (−52.2)                | −44.7 (−48.5)                | −42.1 (−43.8)                | −39.6 (−39.3)                | −28.2 (−18.8)                | −7.6 (18.3)                  | −1.2 (29.8)                  | −4.3 (24.3)                  | −11.8 (10.8)                 | −28.2 (−18.8)                | −38.8 (−37.8)                | −45.2 (−49.4)                | −46.8 (−52.2)                |
| 降水量 mm （inch）           | 40 (1.57)                    | 44 (1.73)                    | 38 (1.5)                     | 23 (0.91)                    | 13 (0.51)                    | 16 (0.63)                    | 36 (1.42)                    | 45 (1.77)                    | 32 (1.26)                    | 29 (1.14)                    | 36 (1.42)                    | 33 (1.3)                     | 385 (15.16)                  |
| 降雪量 cm （inch）           | 16 (6.3)                     | 17 (6.7)                     | 19 (7.5)                     | 19 (7.5)                     | 8 (3.1)                      | 0 (0)                        | 0 (0)                        | 0 (0)                        | 0 (0)                        | 3 (1.2)                      | 6 (2.4)                      | 11 (4.3)                     | 99 (39)                      |
| 平均降雨日数                 | 0.2                          | 0.2                          | 0.2                          | 1                            | 9                            | 15                           | 17                           | 19                           | 17                           | 6                            | 2                            | 1                            | 87.6                         |
| 平均降雪日数                 | 18                           | 18                           | 15                           | 17                           | 16                           | 2                            | 0.1                          | 0.3                          | 5                            | 19                           | 19                           | 18                           | 147.4                        |
| % 湿度                       | 82                           | 81                           | 81                           | 82                           | 84                           | 78                           | 79                           | 81                           | 80                           | 84                           | 84                           | 82                           | 81.5                         |
| 平均月間日照時間             | 27.9                         | 101.7                        | 198.4                        | 249.0                        | 244.9                        | 279.0                        | 257.3                        | 186.0                        | 138.0                        | 105.4                        | 48.0                         | 12.4                         | 1,848                        |
| 出典1：Погода и Климат       |                              |                              |                              |                              |                              |                              |                              |                              |                              |                              |                              |                              |                              |
| 出典2：NOAA                  |                              |                              |                              |                              |                              |                              |                              |                              |                              |                              |                              |                              |                              |